# Diegten
Diegten est une commune suisse du canton de Bâle-Campagne, située dans le district de Waldenburg.

## Histoire

Vue aérienne (1953)

Situé sur le cours du Diegterbach, le village est cité pour la première fois en 1152 sous le nom de Dietingoven. La région est colonisée depuis le Néolithique, des traces d'occupation datant de l'âge du bronze et de l'époque romaine ont été mises au jour. Un donjon construit à la fin du Moyen Âge est le siège des seigneurs locaux; il est démoli en 1703.
La commune est pendant longtemps coupée en deux : le bas du village ainsi que celui de Tenniken composant la seigneurie de Diegten qui est rachetée par la ville de Bâle en 1483 alors que le haut de la commune, avec les châteaux forts du Ränggen, fait partie de la seigneurie d'Eptingen.
Économiquement, la commune est essentiellement tournée vers l'agriculture puis vers la passementerie à domicile entre 1720 et 1920. Dès cette époque et grâce à l'amélioration des transports, une large partie de la population active (deux-tiers en 2000) va travailler à Sissach, Zunzgen, Hölstein ou Eptingen. Parallèlement, la commune connait dans les années 170 une forte croissance démographique.

## Transports
Dès 1917, la commune profite de la ligne de bus Sissach-Eptingen. Plus tard, la construction entre 1965 et 1970 de l'autoroute A2 coupe le territoire communal en deux et oblige la plupart des exploitations agricoles à se déplacer de dans des fermes isolées.

## Monuments
Le domaine de Dietisberg, autrefois propriété de la ville de Bâle, est connu pour sa fromagerie. Transformé en colonie ouvrière en 1904, il est de nos jours utilisé comme foyer-atelier pour hommes sans domicile et toxicomanes.

## Sources
- (de) Cet article est partiellement ou en totalité issu de l’article de Wikipédia en allemand intitulé « Diegten » (voir la liste des auteurs).
- « Diegten » dans le Dictionnaire historique de la Suisse en ligne.